# 伊万里市立松浦小学校
伊万里市立松浦小学校（いまりしりつまつうらしょうがっこう）はかつて佐賀県伊万里市松浦町桃川（もものかわ）にあった市立の小学校。
2025年（令和7年）3月末に閉校し、伊万里市立小学校2校（大川・松浦）および中学校1校（東陵）の統合により、東陵中学校校地に「義務教育学校東陵学園」が開校した。

## 概要

### 歴史
1874年（明治7年）「山形小学校」を創立。数回の改組・改称を経て、現校名になったのは1954年（昭和29年）。2024年（令和6年）に創立150周年を迎えた。2025年（令和7年）3月末をもって閉校し、151年の歴史に幕を下ろした。

### 校章
校名の頭文字である「松」の文字を図案化したデザインとなっている。

### 通学区域
住所表記で伊万里市松浦町の後に「提川（さげのかわ）、中野原、桃川、山形（以下の字:東分、上原、下分、下平、梅岩、岳坂、村分、藤川内、久良木、宿分、上分、中通、金石原）」が続く地域。

## 沿革
- 1874年（明治7年）5月[注釈 1] - 山形村に「山形小学校」が開校。
- 1875年（明治8年）- 山形村の4か所（中野原、桃川、堤川、藤川内）に小学校が創立。
- 1884年（明治17年）- 山形村の小学校が統合され、「公立中等迎陽小学校」に改称。桃川と中野原に分校を設置。
- 1886年（明治19年）
  - 小学校令の施行により、尋常科（4年制）を設置の上、「尋常迎陽小学校」に改称。
  - 火災で校舎を焼失。
- 1888年（明治21年）
  - 6月 - 分校2校が分離の上、「尋常桃川小学校」・「尋常中野原小学校」として独立[注釈 2]。
  - この年 - 校舎が再建される。
- 1889年（明治22年）- 町村制の施行により、松浦村立の小学校となる。
- 1892年（明治25年）4月 - 「迎陽尋常小学校」に改称。
- 1897年（明治30年）4月 - 桃川尋常小学校・中野原尋常小学校を統合の上、「松浦尋常高等小学校」に改称。
- 1907年（明治40年）- 小学校令改正により、義務教育年限（尋常科の修業年限）が4年から6年に延長される。
- 1926年（大正15年）- 講堂が完成。
- 1941年（昭和16年）4月1日 - 国民学校令の施行により、「松浦村国民学校」に改称。尋常科を初等科に改める（初等科6年・高等科2年）。
- 1947年（昭和22年）4月1日 - 学制改革（六・三制）の実施により、国民学校初等科が「松浦村立松浦小学校」に改組・改称。
  - 国民学校高等科は青年学校普通科と統合され、新制中学校「松浦村立松浦中学校」に改組された。
  - 中学校校舎完成までの間、小学校校舎一部を貸与。
- 1950年（昭和25年）- 給食室が完成[5]。
- 1954年（昭和29年）4月1日 - 町村合併により、伊万里市が市制施行。これにより「伊万里市立松浦小学校」（現校名）に改称。
- 1962年（昭和37年）4月1日 - 特殊学級を設置[6]。
- 1961年（昭和36年）- 完全給食を実施[5]。
- 1975年（昭和50年）- 創立100周年記念事業として学校南側山腹に運動公園が完成。
- 1993年（平成5年）4月1日 - 中学校の統合により、伊万里市立東陵中学校校区となる。
- 2025年（令和7年）3月31日 - 閉校[1]。

## 主な進学先
中学校区は伊万里市立東陵中学校。

## アクセス
最寄りの鉄道駅
- JR九州 筑肥線 「桃川駅」

最寄りのバス停留所
- 昭和自動車「松浦支所前」バス停留所

最寄りの幹線道路
- 国道498号 「松浦町下平」交差点

## 周辺
- JA伊万里 松浦支所
- 厳島弁財天社
- 松浦保育園
- 伊万里市松浦コミュニティセンター（松浦公民館・伊万里市松浦出張所）
- 伊万里警察署 松浦警察官駐在所

## 参考資料
- 「伊万里市史 教育・人物編」（2003年（平成15年）3月31日発行, 伊万里市）p.372 - p.374